# カレーハウス・ターバン

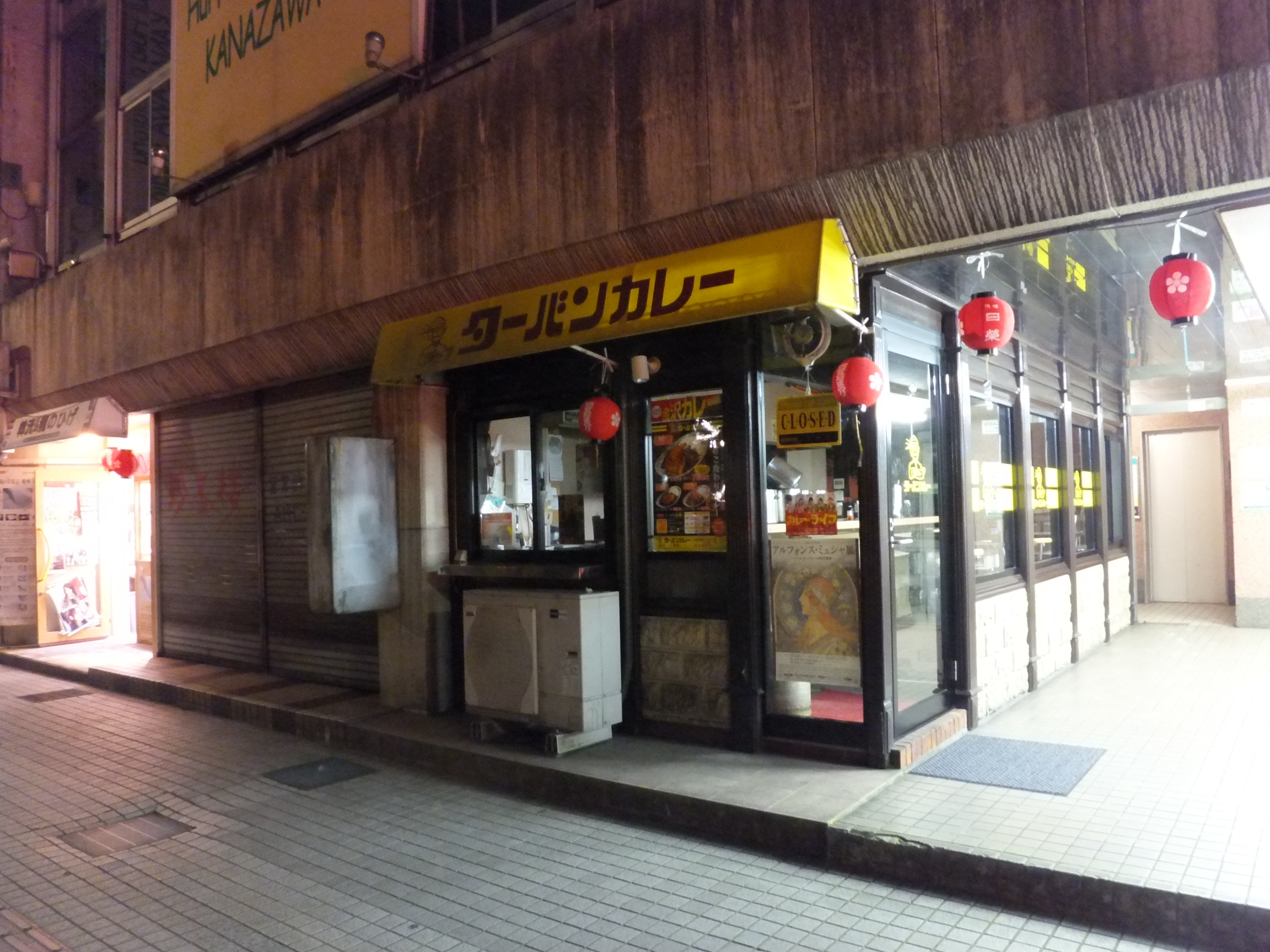
ターバンカレー本店

カレーハウス・ターバンとは、石川県・長野県・京都府を中心に展開しているカレーチェーン店。ターバンカレーという名称も使用している。ターバンカレーは、古くから金沢市内中心部に店を構え金沢カレーの代表的な老舗の一つである。2023年現在は株式会社ゴーゴーカレーグループ内の一ブランド。

## 沿革
- 1971年（昭和46年）7月 - 金沢市高岡町に株式会社ターバンを設立[1]。
  - 会社設立時の代表取締役は岡田隆。
  - カレー専門店タナカ(同住所)経営・チャンピオンカレー創業者田中吉和も取締役。
- 1971年（昭和46年）8月 - 金沢市にカレーショップ「ターバン」片町店開店[2]。
  - 開店広告には片町センター裏通りと記載。電話番号は移転前・後の片町本店と同一。
  - 当日時点で高岡町のカレー専門店タナカがターバン高岡町店と改名して存在。
- 1973年（昭和48年）12月 - 会社登記上の本店を片町店に変更[1]。
  - 移転に先立ち田中吉和が取締役を辞任。
  - 調理面や店舗運営は田中が担っており、分裂以降の”ターバン（現在のターバンカレー）”は田中のレシピとは無関係のものとなっている。
  - 以降登記上の本店は同住所(片町2-1-21)から変更なし。以下本店表記は営業上の本店。
- 1992年（平成4年）9月 - 「ターバン」を商標登録出願[3]。
  - カレーライスを主とする飲食物の提供を役務として商標登録を出願。
  - 1995年（平成7年）6月に商標公告され、1996年（平成8年）5月に商標登録。
- 2004年（平成16年）11月 - 伏見台店閉店に伴い、本店を再度片町店に変更[4]
- 2005年（平成17年）8月 - 片町本店を移転[5]。同月末付けで株式会社ターバンの解散を議決[1]。
  - 移転後の所在地の地名は広坂であるが引き続き片町店（本店）としている。
  - 通常解散議決後、清算手続きに入り清算会社として存続。既存の業務についてのみ可能。
- 2006年（平成18年）5月 - 新会社法適用の会社（監査役設置会社）として登記[1]。
- 2016年（平成28年）2月2日 - 株式会社ターバン（法人番号7220001003907）が解散（みなし解散）[6]。
- 2019年（令和元年）10月1日 - 株式会社ターバンカレー（法人番号3220001021268）が株式会社ゴーゴーカレーグループに合併し解散[7]。
  - 事実上はゴーゴーカレーによる事業継承型M&Aで、ターバンの経営陣が高齢化し後継者も不在だったため、ゴーゴーカレー設立時に協力した関係から合併することになった[8]。合併に伴いターバンの工場は閉鎖し、ルーの製造はゴーゴーカレーの工場が引き継ぐ[8]。

## カレーの特徴
一般的な金沢カレーの特徴を持っているが石川県外の店舗では通常の皿を使用することが多く先割れスプーンの店もある。
- ルーは濃厚でドロッとしている。
- 付け合わせとしてキャベツの千切りが載っている。
- ステンレスの皿に盛られている。
- スプーンではなくフォークで食べる。
- ルーの上にカツを載せ、その上にはソースがかかっている。
- 金沢カレーの中ではややあっさりでシンプルなカレーである。

## メニュー
- 金沢カレーでは安価でボリュームを売りにしている店が多いが、全のせメニューもなく他店に比べるとボリュームはやや少なめである。全のせではないが人気の3点盛りが低価格で提供されるLセットが好評である。
- フライは揚げ置きしないため提供時間はあまり早くない。
- ライスの量は普通サイズで300g。小250gで-50円、大400gで+140円、特大500gで+280円となっている。
- ココナッツミルクを用いた甘口にすることも可能。

メニュー内容、価格は各店舗で異なるが長野県を除きほぼほぼ順ずる本店のものを記載する。長野県の店舗については、価格及びビッグチキンカツ、温野菜等トッピングメニューが異なる。またご飯/ルーの量や辛さもそれぞれ100円単位,20円単位で変更できるなどココイチに似たシステムも取り入れている。
- ターバンカレー（プレーン）： 500円
- ハンバーグ/チキンカツ/ウィンナ/(クリーム)コロッケ/納豆カレー： 630円
- ロースカツ/エビフライカレー： 650円
- Lセット（ロースカツ,ハンバーグ,ウィンナの3点盛り）： 750円

## 店舗
- 石川県 - 総本店（金沢市）、金沢糸田店（金沢市）、美川インター店（白山市）
- 東京都 - ゲートシティ大崎店（品川区）
- 長野県 - 須坂インター店（須坂市）
- 京都府 - 桂駅前西口店（京都市）、Kitchen Cafe エル（京都市）

## 現在の状況
- 会社の解散を議決し清算手続きを行っていたが、債務の清算完了し、現在は通常の営業を行なっている。
- 創業者が亡くなり伏見台店・片町店を閉店し少し狭い広坂店に本店を移転し清算手続きを行っていたが、創業者の娘が店を継ぎ2010年現在では黒字化している。
- 創業者亡き後、2010年現在でも創業者の娘のほかにも創業者の妻も店頭に出ており親子で店の伝統と味を守り続けている。
- 2007年（平成19年）にFC加盟店が増加した後は新規出店を行っていなかったが、前述の通りゴーゴーカレー傘下に入ったため、2020年（令和2年）には都内に2店舗を出店するなど、新規出店を再開している[9]。

## その他
ターバン
- 片町本店では主にターバンカレーの名称を使用しているがカレーハウス・ターバンの名前を主に使用する店舗もあり、公式ホームページでも両方の名称を使用しており統一されていない。
- 本部としても2007年（平成19年）11月に美川インター店がオープンするなど活動中ではあるが、他の金沢カレー老舗店であるカレーのチャンピオンやカレーの市民アルバと異なりフランチャイズ企業と連携した首都圏への積極的な出店攻勢はしていない。
- 商標登録時には、辞任後も名称を使用し続けていた工大前店が工大生を中心に人気があったことももあり、同店をターバンと認識していることも多く、本店系列と工大前店系列やそれぞれに一部品質に問題のあるFCもあり味も各店舗に違いがあったため混乱や様々な噂が生じた。
- 現在商標は株式会社ターバンの元取締役の田中博幸(創業者の娘の配偶者。チャンピオンカレー創業者と同姓であるが血縁関係はない)が個人名義で保有している。
- 商標申請及び登録において裁判に発展したという噂があるが、実際には登録に関して異議申し立て自体行われておらず裁判も行われていない。また創業当初からターバンに関する権利は創業者一族から一度も移転していない。
- 片町本店は移転前・後も周辺地域は香林坊と呼ばれる地域のため香林坊店と呼ばれることもある。

## 関連する店舗
- 姉妹店のゴーゴーカレーはターバンのカレーを元に2004年（平成16年）東京都新宿区にて開店、ターバン自身も姉妹店と呼んでおり、またゴーゴーカレーもリンク集で「いつもありがとうございます」と記載されている。当初ゴーゴーカレー創業者はターバンカレー本店で修行を行っており、またオープン時にはターバンカレー創業者の息子夫妻も応援として駆けつけたという関係がある。
- サリーカレー(長野市)は2008年（平成20年）8月に開店し、店内に長野県内のターバンカレーと姉妹店と表示されている。サリーカレーではプレーンカレーのことをサリーカレーとしており、さらにアレンジしたメニューも存在する。